# 5-ös busz (Balassagyarmat)
A balassagyarmati 5-ös busz a város egyik autóbuszvonala, amely körjáratként közlekedik a Kenessey Albert Kórháztól. A járatot a MÁV Személyszállítási Zrt. üzemelteti.

## Története
A járat 2025. március 15.-én jött létre és munkanapokon kétszer, hétvégente háromszor közlekedik

## Útvonala
| Kenessey Albert Kórház felé |
| --- |
| Kenessey Albert Kórház – Rákóczi fejedelem út – Civitas Fortissima tér – (Bajcsy-Zsilinszky utca – Vasútállomás – Benczúr Gyula utca – Tátra utca – Aradi utca – Bajcsy-Zsilinszky utca –) Rákóczi fejedelem út – Kóvári út – Ady Endre utca – Hétvezér utca – Horváth Endre utca – Ruhagyár – Horváth Endre utca – Mártírok útja – Nyírjesi út – Május 1. utca – Szabó Lőrinc iskola – HVeres Pálné utca – Szontágh Pál utca – Rákóczi fejedelem út – Kenessey Albert Kórház |

## Megállóhelyei
| 5 (Kenessey Albert Kórház-Kenessey Albert Kórház) |                                   |                                  | |
| Perc (↓)                                          | Megállóhely                       | Átszállási kapcsolatok           | Létesítmények |
| 0                                                 | Kenessey Albert Kórház végállomás | 1, 4, 6, 7, 7A, 8                | Dr. Kenessey Albert Kórház-Rendelőintézet |
| 1                                                 | Arany János utca                  | 1, 4, 5A, 6, 7, 7A, 8, 8A        | Nyitnikék Óvoda |
| 2                                                 | Dózsa György utca                 | 1, 4, 5A, 6, 7, 7A, 8, 8A}       | |
| 3                                                 | Hunyadi utca                      | 1, 2, 4, 5A, 6, 6B, 6C, 7, 7A, 8 | Mikszáth Kálmán Művelődési Központ, Salgótarjáni Szakképzési Centrum Szent-Györgyi Albert Gimnáziuma, Szakgimnáziuma és Szakközépiskolája, piac, SPAR áruház, OTP Bank |
| 4                                                 | Civitas Fortissima tér            | 1, 3B, 4, 5A, 6, 6B, 6C, 7, 8    | Városháza, Vármegyeháza, Jánossy Képtár |
| 6                                                 | Vasútállomás                      | 1A, 2A, 3, 3A, 5A S780 , S750    | Balassagyarmat vasútállomás |
| 7                                                 | Malom                             | 5A, 6, 6C, 7, 8                  | |
| 8                                                 | Kecskeliget                       | 5A, 6, 6C, 7, 8                  | Nógrád Vármegyei Szakképzési Centrum Mikszáth Kálmán Technikum és Szakképző Iskola, Pannónia Motorkerékpár Múzeum                                                      |
| 9                                                 | Klapka György utca                | 5A, 6, 6C, 7, 8                  | |
| 10                                                | Vak Bottyán utca                  | 5A, 6, 6C, 7, 8                  | |
| 11                                                | Ruhagyár                          | 3, 5A, 6, 6A, 6B, 6C, 7, 8       | An-Ro Ruha Kft. |
| 12                                                | Erdőgazdaság                      | 3, 5A, 6, 6B, 6C, 7, 8           | |
| 13                                                | Mártírok útja                     | 3, 5A, 6, 6C, 7, 8               | |
| 14                                                | Nyírjesi úti óvoda                | 3, 5A, 6, 6C, 7, 8               | Játékvár Óvoda |
| 15                                                | Jeszenszky út                     | 3, 5A, 6A, 6C, 7, 7A, 8, 8A, 8B  | |
| 16                                                | Szabó Lőrinc Általános Iskola     | 3, 5A, 6A, 6C, 7, 7A, 8, 8A, 8B  | Szabó Lőrinc Általános Iskola |
| 17                                                | Veres Pálné utca 51.              | 5A, 8, 8A, 8B                    | |
| 18                                                | Szontágh Pál utca 3.              | 5A, 8, 8A, 8B                    | |
| 18                                                | Kenessey Albert Kórház végállomás | 1, 5, 6, 7, 7A, 8                | Dr. Kenessey Albert Kórház-Rendelőintézet |